# Hong Kong Tennis Open 2023
L'Hong Kong Tennis Open 2023, conosciuto anche come Prudential Hong Kong Tennis Open per motivi di sponsorizzazione, è un torneo di tennis giocato sul cemento. È la 10ª edizione dell'Hong Kong Open, che fa parte della categoria 250 nell'ambito del WTA Tour 2023. Si gioca al Victoria Park Tennis Stadium di Hong Kong, dal 9 al 15 ottobre 2023. É la prima edizione dal 2018, dopo che nel 2018 venne annullata a causa delle proteste a Hong Kong del 2019-2020, quelle del 2020 e 2021 non vennero disputate a causa della pandemia di COVID-19, mentre quella del 2022 venne annullata in seguito alla decisione da parte della WTA di sospendere ogni torneo in Cina come risposta al caso della tennista Peng Shuai.

## Partecipanti

### Teste di serie
| Nazionalità | Giocatrice          | Ranking* | Testa di serie |
| ----------- | ------------------- | -------- | -------------- |
|             | Viktoryja Azaranka  | 18       | 1              |
| Brasile     | Beatriz Haddad Maia | 19       | 2              |
| Belgio      | Elise Mertens       | 29       | 3              |
| Cina        | Wang Xinyu          | 37       | 4              |
|             | Anna Blinkova       | 39       | 5              |
| Italia      | Martina Trevisan    | 40       | 6              |
| Stati Uniti | Peyton Stearns      | 46       | 7              |
| Francia     | Varvara Gracheva    | 47       | 8              |

* Ranking al 2 ottobre 2023.

### Altre partecipanti
Le seguenti giocatrici hanno ricevuto una wild card per il tabellone principale:
- Eudice Chong
- Cody Wong
- Wu Ho-ching

Le seguenti giocatrici sono passate dalle qualificazioni:

- Anna Danilina
- Alina Korneeva
- Sof'ja Lansere
- Daria Saville

### Ritiri
Prima del torneo
- Marta Kostjuk → sostituita da  Priscilla Hon
- Linda Nosková → sostituita da  Aljaksandra Sasnovič
- Anastasija Potapova → sostituita da  Dajana Jastrems'ka
- Mayar Sherif → sostituita da  Julija Putinceva
- Sloane Stephens → sostituita da  Wang Xiyu

## Partecipanti al doppio

### Teste di serie
| Nazione    | Giocatrice         | Nazione     | Giocatrice           | Ranking* | Testa di serie |
| ---------- | ------------------ | ----------- | -------------------- | -------- | -------------- |
| Kazakistan | Anna Danilina      |             | Aleksandra Panova    | 92       | 1              |
|            | Lidzija Marozava   | Polonia     | Katarzyna Piter      | 132      | 2              |
| Georgia    | Oksana Kalašnikova |             | Aljaksandra Sasnovič | 145      | 3              |
| Spagna     | Cristina Bucșa     | Paesi Bassi | Bibiane Schoofs      | 152      | 4              |

* Ranking al 2 ottobre 2023.

### Altre partecipanti
Le seguenti coppie di giocatrici hanno ricevuto una wild card per il tabellone principale:
- Lai Ching-laam /  Sher Chun-wing
- Ng Man-ying /  Wu Ho-ching

La seguente coppia di giocatrici è subentrata in tabellone come alternate:
- Dasha Ivanova /  Dar'ja Lodikova

### Ritiri
Prima del torneo
- Elina Avanesjan /  Sara Sorribes Tormo → sostituita da  Dasha Ivanova /  Dar'ja Lodikova

## Campionesse

### Singolare
Leylah Fernandez ha sconfitto in finale  Kateřina Siniaková con il punteggio di 3-6, 6-4, 6-4.
- É il terzo titolo in carriera per Fernandez, il primo della stagione.

### Doppio
Tang Qianhui /  Tsao Chia-yi hanno sconfitto in finale  Oksana Kalašnikova /  Aljaksandra Sasnovič con il punteggio di 7-5, 1-6, [11-9].